# Charops obtusus
Charops obtusus là một loài tò vò trong họ Ichneumonidae.